# Хорське міське поселення
Хо́рське міське поселення (рос. Хорское городское поселение) — міське поселення у складі району імені Лазо Хабаровського краю Росії.
Адміністративний центр — селище міського типу Хор.

## Населення
Населення міського поселення становить 9533 особи (2019; 10899 у 2010, 12490 у 2002).

## Склад
До складу міського поселення входять:
| Населений пункт           | Населення, осіб (2002) | Населення, осіб (2010) |
| ------------------------- | ---------------------- | ---------------------- |
| База Дрофа, село          | 640                    | 553                    |
| Хор, селище міського типу | 11850                  | 10346                  |